# (1870) Glaukos
(1870) Glaukos ist ein Asteroid aus der Gruppe der Jupiter-Trojaner. Damit werden Asteroiden bezeichnet, die auf den Lagrange-Punkten auf der Bahn des Jupiter um die Sonne laufen.
(1870) Glaukos wurde am 24. März 1971 vom Forscher-Team Cornelis Johannes van Houten, Ingrid van Houten-Groeneveld und Tom Gehrels entdeckt.
Benannt wurde der Asteroid nach Glaukos, dem Sohn des Priamos, einer legendären Figur des Trojanischen Krieges.